# 弗雷斯诺县 (加利福尼亚州)
弗雷斯诺縣（英語：Fresno County），简称弗县，是美国加利福尼亚州的一個縣，位於中央谷地，面積15,585平方公里。根據2020年美國人口普查，弗雷斯諾縣共有人口100萬8,654人，是加州人口第10多的縣份。弗雷斯诺縣的縣治為弗雷斯诺。

## 歷史

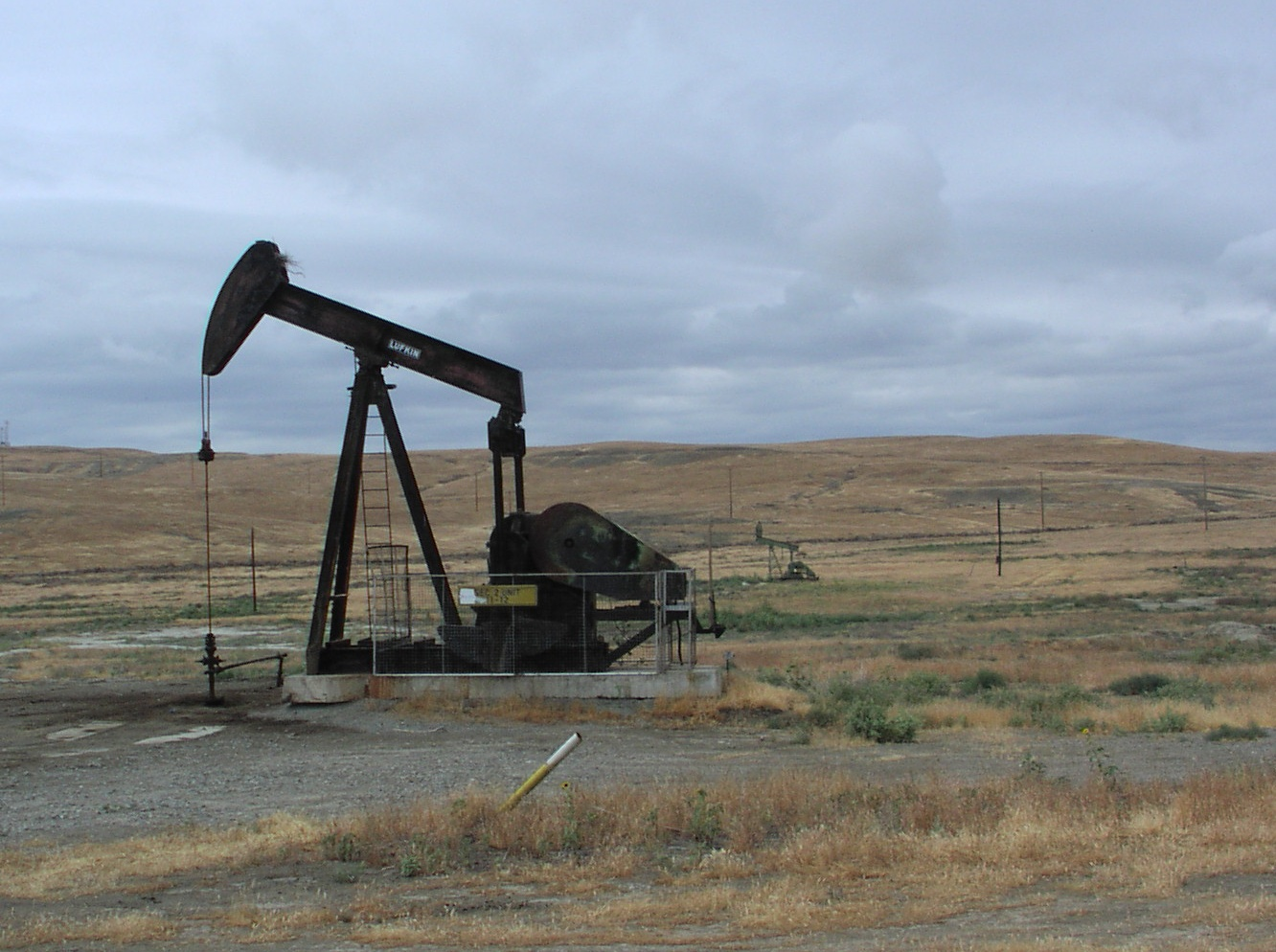
科林加油田

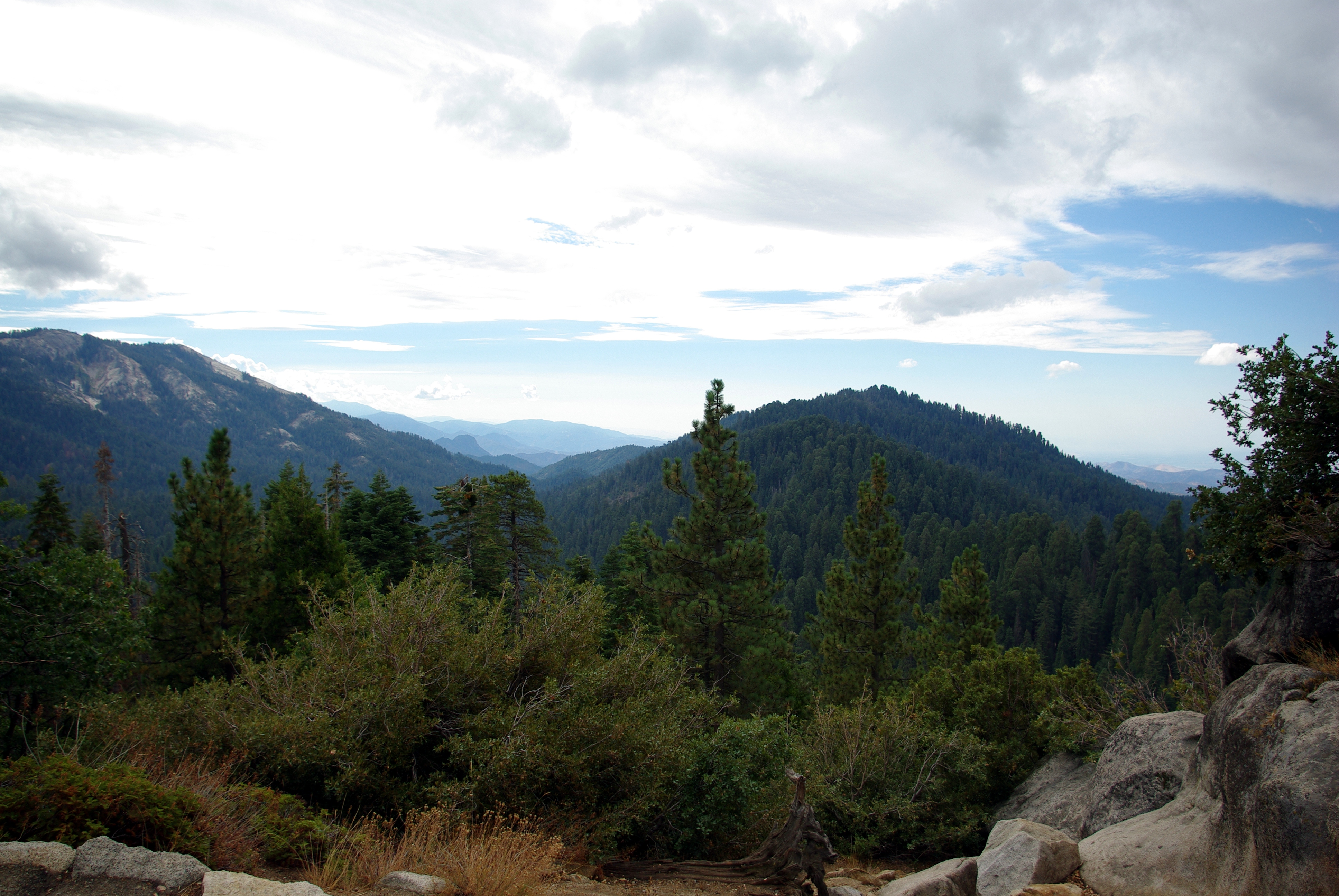
巨杉國家紀念區

弗雷斯诺縣一帶最早是由西班牙人發現的。於1846年，墨西哥因在美墨戰爭中戰敗而把包括弗雷斯诺縣在內的一大片土地割讓予美國。弗雷斯诺縣於1856年獨立自马里波萨县、默塞德縣和图莱里县。縣名在西班牙语有「梣樹」的意思，而弗雷斯诺縣得此名全因當地盛產梣樹。弗雷斯诺縣分別於1861年及1893年把部份領土割予莫诺县和馬德拉縣。起初，弗雷斯诺縣的縣治為密勒頓，但高速發展的弗雷斯诺於1874年取代了密勒頓成為縣治。
於1900年代，人們在弗雷斯诺縣發現了油，使其經濟開始急速發展。到了1910年，科林加油田（Coalinga Oil Field）成為了加州產油最多的油田。於現代，科林加油田已成為了加州規模第八大的油田。

## 地理
根據2000年人口普查，弗雷斯諾縣的總面積為6,017.42平方英里（15,585.0平方），其中有5,962.73平方英里（15,443.4平方），即99.09為陸地；54.7平方英里（142平方），即0.91%為水域。弗雷斯諾縣既是加利福尼亞州面積第六大的縣份，亦是美國面積第43大的縣份。

### 毗鄰縣
因為弗雷斯諾縣位於加利福尼亞州中部，因此所有毗鄰縣皆為加利福尼亞州的縣份。
- 馬德拉縣：北方
- 莫诺县：東北方
- 因約縣：東方
- 图莱里县：南方
- 金斯縣：南方
- 蒙特雷縣：西南方
- 聖貝尼托縣：西方
- 默塞德縣：西北方

### 國家保護區
- 巨杉國家紀念區（英语：Giant Sequoia National Monument）（部分）
- 國王峽谷國家公園（部分）
- 巨杉国家森林（部分）
- 塞拉国家森林（部分）

### 建制市
| 自治体（市/镇）               | 成立年份 | 人口（2018） |
| ----------------------------- | -------- | ------------ |
| 克洛维斯（Clovis）            | 1912     | 112,022      |
| 科灵加（Coalinga）            | 1906     | 16,534       |
| 法尔博（Firebaugh）           | 1914     | 8,336        |
| 福勒（Fowler）                | 1908     | 6,751        |
| 弗雷斯诺／弗市（Fresno）      | 1885     | 530,093      |
| 休伦（Huron）                 | 1951     | 7,288        |
| 克尔曼（Kerman）              | 1946     | 15,037       |
| 金斯堡（Kingsburg）           | 1908     | 12,041       |
| 门多塔（Mendota）             | 1942     | 11,404       |
| 奥兰治湾／橙湾（Orange Cove） | 1948     | 9,571        |
| 帕利耶（Parlier）             | 1921     | 15,286       |
| 里德利（Reedley）             | 1913     | 25,579       |
| 圣华金（San Joaquin）         | 1920     | 4,024        |
| 桑格（Sanger）                | 1911     | 25,313       |
| 塞尔玛（Selma）               | 1893     | 24,807       |

## 大都會統計區
美国行政管理和预算局把弗雷斯諾縣定義為佛雷斯諾大都會統計區。而美国人口普查局則於2012年7月1日把佛雷斯諾大都會統計區列為美國人口第56多的大都會統計區。
美國行政管理和預算局又把佛雷斯諾大都會統計區定義為佛雷斯諾-馬德拉聯合統計區的一部份。佛雷斯諾-馬德拉聯合統計區於2012年7月1日是美國人口第49多的聯合統計區，以及美國人口第55多主要統計區。

## 人口
| 调查年               | 人口    | 备注 | %±     |
| -------------------- | ------- | ---- | ------ |
| 1860                 | 4,605   |      | —      |
| 1870                 | 6,336   |      | 37.6%  |
| 1880                 | 9,478   |      | 49.6%  |
| 1890                 | 32,026  |      | 237.9% |
| 1900                 | 37,862  |      | 18.2%  |
| 1910                 | 75,657  |      | 99.8%  |
| 1920                 | 128,779 |      | 70.2%  |
| 1930                 | 144,379 |      | 12.1%  |
| 1940                 | 178,565 |      | 23.7%  |
| 1950                 | 276,515 |      | 54.9%  |
| 1960                 | 365,945 |      | 32.3%  |
| 1970                 | 413,053 |      | 12.9%  |
| 1980                 | 514,621 |      | 24.6%  |
| 1990                 | 667,490 |      | 29.7%  |
| 2000                 | 799,407 |      | 19.8%  |
| 2010                 | 930,450 |      | 16.4%  |
| [ 10 ] [ 11 ] [ 12 ] |         |      |        |

### 2010年
根據2010年人口普查，弗雷斯諾縣擁有930,450居民。弗雷斯諾縣的人口是由55.4%白人、5.3%黑人、1.7%土著、9.6%亞洲人、0.2%太平洋岛民、23.3%其他種族和4.5%%混血构成。而西班牙裔或拉丁美洲人佔了人口50.3%。

### 2000年
根據2000年人口普查，弗雷斯諾縣擁有799,407居民、252,940住戶和186,669家庭。其人口密度為每平方英里134居民（每平方公里52居民）。弗雷斯諾縣擁有270,767間房屋单位，其密度為每平方英里45間（每平方公里18間）。弗雷斯諾縣的人口是由54.3%白人、5.3%黑人、1.6%土著、8.1%亞洲人、0.1%太平洋岛民、25.9%其他種族和4.7%混血构成。而西班牙裔或拉丁美洲人佔了人口44%。在799,407居民中，有59.3%人口的母語為英語，31.5%為西班牙語，3.1%為苗語川黔滇次方言。
在252,940住户中，有41.2%擁有一個或以上的兒童（18歲以下）、52.5%為夫妻、15.2%為單親家庭、26.2%為非家庭、20.6%為獨居、7.8%住戶有同居長者。平均每戶有3.09人，而平均每個家庭則有3.59人。在799,407居民中，有32.1%為18歲以下、11.1%為18至24歲、28.5%為25至44歲、18.5%為45至64歲以及9.9%為65歲以上。人口的年齡中位數為30歲，每100個女性就有100.4個男性。而每100個成年女性（18歲以上）就有98.2個成年男性。
弗雷斯諾縣的住戶收入中位數為$34,725，而家庭收入中位數則為$38,455。男性的收入中位數為$33,375，而女性的收入中位數則為$26,501。弗雷斯諾縣的人均收入為$15,495。約17.6%家庭和22.9%人口在貧窮線以下，包括31.7%兒童（18歲以下）及9.9%長者（65歲以上）。

## 外部連結
- 官方网站
- Fresno County Public Library （页面存档备份，存于）
- Fresno County Sequicentennial
- Size of California Counties